# エキサイティングプロレス7 SMACKDOWN! VS. RAW 2006
エキサイティングプロレス7 SMACKDOWN! VS. RAW 2006はプロレスを題材としたテレビゲーム『エキサイティングプロレス』シリーズの7作目である。製作会社はユークス。
2006年2月2日にPlayStation 2用ゲームソフトとして発売された。アメリカのプロレス団体WWE監修のもと、WWEのTV放送であるSMACKDOWN!、RAWの両番組に所属するプロレスラー（WWEでの呼称はスーパースター）が登場する。
今作では、3種類分のハルク・ホーガンが登場。その中には発売時にはWWEを退団・解雇通告されたり、死去したスーパースターもいる。